# 수면 장애
수면 장애(睡眠障碍, 영어: sleep disorder, somnipathy)는 잠과 관련된 질병으로 수면이 여러 가지 요인에 의해 장애를 보이는 증상을 말한다.

## 개요
수면 장애는 정신적 또는 육체적 장애의 또다른 증상일 수도 있는데 그 종류는 다양하며 종종 두 가지 이상의 수면 장애가 함께 나타나는 경우도 있다. 정서적 요인이 원발 요건인 '비기질적 수면 장애'(Nonorganic sleep disorders)와 신체적 장애에 의한 '기질적 수면 장애'(Organic sleep disorders)로 나뉜다.
- 비기질적 수면 장애는 비기질적 불면증, 악몽, 몽유병 등이 있다.
- 기질적 수면 장애에는 기질적 불면증, 기면증, 수면 무호흡 등이 속한다.

수면 장애는 학습 장애 및 일의 능률 저하, 교통 사고 등 각종 안전 사고, 정서장애, 사회 적응 장애 등의 원인이 될 수 있다. 또한 수면 장애를 적절하게 치료하지 않으면 이미 앓고 있는 내과, 외과, 이비인후과, 신경과, 정신건강의학과 질환의 회복이 지연되거나 악화될 수 있다.
- 오전 9시부터 오후 6시까지 근무하는 통상적인 주간근무를 벗어난 시간대에 이루어지는 근무형태를 모두 교대근무 (Shift Work)이라고 한다. 교대근무는 활동하시는 시간과 수면을 취하는 시간이 수시로 바뀌거나 저녁근무, 야간근무, 새벽근무를 지속적으로 하게 된다. 그 결과 뇌속의 생체시계가 교란되면서 잠들기 힘들고 자다가도 자주 깨는 일이 일어난다. 그 결과 수면시간이 짧아지고 업무 중에 심한 졸음을 느끼게 되며 작업능률이 떨어지고 작업장 사고 위험도 증가한다. 한편, 불규칙한 식사, 과식, 카페인 과다 섭취로 소화장애를 겪게 된다. 과로와 스트레스 심장질환, 뇌혈관질환 발병 위험도 높아진다. 교대근무를 오래한 여성에서 유방암 발병위험이 높아진다. 국제 암연구소는 교대근무를 2급 발암 물질로 지정하기도 했다. 국내에서도 교대근무로 인한 수면장애와 그로 인한 건강위험에 주목하고 있으며 교대근무로 인하여 불면증이 발병한 근로자에게 대법원은 산업재해 판정을 내리기도 했다. 교대근무는 피할 수 없는 근무형태이지만 그 위험성을 숙지하고 교대근무로 인한 건강 위험을 최소화할 수 있는 예방적 조치와 교육이 필요하다.

- 불면증은 대표적인 수면장애이다. 잠들기 힘들고 자다가 자주 깨는 상태, 아침에 너무 일찍 깨어 다시 잠들기 힘들고 그 결과 낮 동안 피로감, 무기력감 등을 경험할 수 있다. 이런 상태가 3주 이상 지속될 경우 임상적으로 불면증 진단을 내린다. 심한 스트레스, 급격한 수면리듬의 변화 등으로 발병한 급성 불면증의 경우에는 졸피뎀 등 수면제를 이용한 약물치료를 시행할 수 있다. 한편, 불면증이 3개월 이상 지속되는 경우 만성불면증으로 분류한다. 이 경우에는 약물치료로 완치가 힘들다. 불면증과 관련된 인지적 왜곡, 잘못된 생활 습관의 교정을 목표로 하는 불면증 인지행동치료가 가장 효과적이다.

- 기면증은 심하고 지속적인 졸음이 특징인 질환이다. 대개 청소년기에 시작된다. 심한 졸음으로 인하여 일상 생활과 학업에 어려움을 줄 수 있다. 심한 졸음이 3개월 이상 나타날 경우 임상적으로 의심할 수 있다. 야간 수면 장애 유무와 졸음정도 평가를 위해서 수면다원검사와 주간입면기반복검사를 시행하여 진단한다. 기면증에는 심한 졸음, 탈력발작, 입면기 환각, 수면마비(가위눌림), 야간 수면의 질 저하 등의 증상이 나타날 수 있다. 그러나 이들 5개 증상 중에서 심한 졸음만 나타나는 형태의 기면증이 있다. 탈력발작이 없는 경우도 50% 정도 된다. 따라서 심한 졸음이 지속될 경우 수면의학을 전공한 전문의사의 진찰이 필요하다. 기면증은 약물로 졸음 증상을 조절한다. 최근에는 부작용이 거의 없고 효과적인 약물인 모다피닐이라는 비습관성 기면증 치료제가 개발되어 있다.

## 외로움과의 관련성
2011년 11월 2일 미국의 잡지 `수면'(Sleep)에 따르면 시카고대 리엔 쿠리나 교수와 동료들은 사우스다코타주의 2개 후터파 교도 집단 거주지역에 사는 노인들을 대상으로 고독과 수면 유형에 대한 조사연구를 실시한 결과 외로움을 느끼는 사람일수록 잠을 편하게 못자는 경향이 있는 것으로 조사됐다. 리엔 쿠리나 교수는 "기본적으로 외로움을 느끼는 사람일수록 잠을 자는 동안 움직임이 많고, 잠을 자다가 자주 깨고 자주 뒤척이는 경향이 있는 것으로 조사됐다"고 말했다. 이 같은 조사결과는 2002년 학생들을 대상으로 한 연구조사 결과와 유사한 것이라고 리엔 쿠리나 교수는 전했다.

## 같이 보기
- 아동 수면 장애
- 수면무호흡증
- 기면증
- 잠꼬대
- 시차증
- 치명적 가족성 불면증